# سارگیس شاهازیزیان
سارگیس لوونی شاهازیزیان (Սարգիս Լևոնի Շահազիզյան؛ زادهٔ ۲۳ اوت ۱۹۵۱) یک سیاستمدار اهل ارمنستان است که از تاریخ ۱۹۹۷ تا تاریخ ۱۹۹۸ در دولت روبرت کوچاریان سمت وزیر محیط زیست ارمنستان را برعهده داشت.

## زندگی‌نامه
در ۲۳ اوت ۱۹۵۱ در آشتاراک به دنیا آمد 